# Узденов, Абугалий Адурхаевич
Абугали Адурхаевич Узденов (карач.-балк. Ёзденлени Адурхайны джашы Абугъалий; 1897, с. Джазлык, Кубанская область — 1992, Сары-Тюз, Карачаево-Черкесия) — карачаево-балкарский сказитель поэт-песенник.

## Биография
Абугали Узденов родился в 1897 году в горном ауле Джазлык. Прожив более тридцати лет в родном ауле, переехал в Сары-Тюз.

## Творчество
Абугали Узденов — хранитель и исполнитель карачаево-балкарских легенд, сказаний и песен. Он внес большой вклад в сохранение карачаево-балкарской версии Нартского эпоса.
Он исполнял песни карачаевских поэтов конца XIX — нач. XX вв. — Касбота Кочкарова, Аппы Джанибекова. Помимо народных песен и преданий, Абугали исполнял и песни собственного сочинения. До наших дней дошли около 20-и таких произведений.